# 佐藤悟

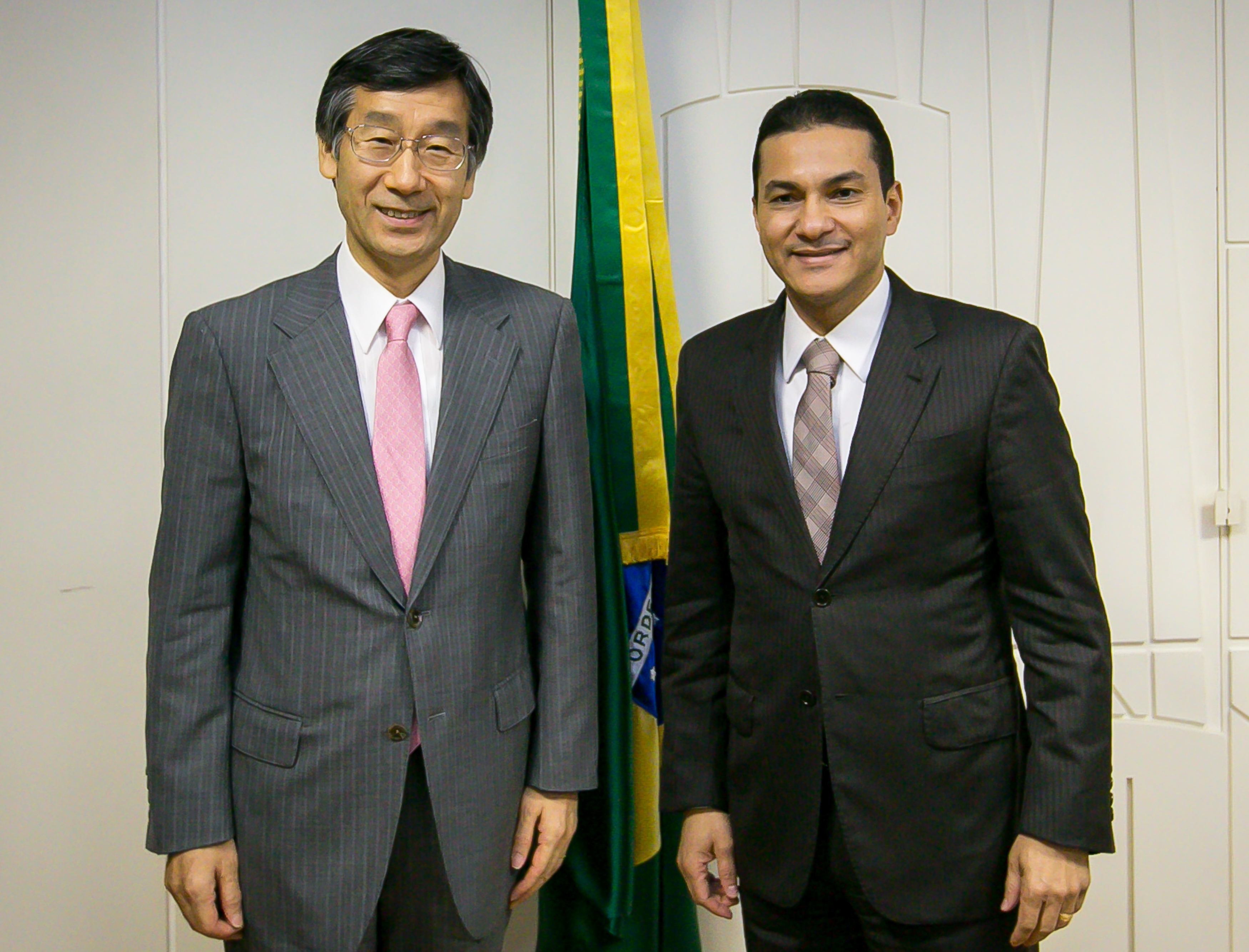
マルコス・ペレイラ開発・商工貿易大臣（右）と。2017年3月ブラジリアで撮影。

佐藤 悟（さとう さとる、1953年（昭和28年）3月17日 - 、71歳）は、日本の外交官。
2011年（平成23年）9月からスペイン駐箚特命全権大使、2014年（平成26年）9月から外務省研修所長。2016年（平成28年）4月から外務省参与。
2016年（平成28年）9月9日に駐ブラジル特命全権大使就任。

## 人物・経歴
島根県出身。1977年（昭和52年）東京外国語大学外国語学部スペイン語科を卒業後、外務省に入省した。
- 1978年（昭和53年）- 1980年（昭和55年）スペイン語研修（在セビリアおよびマドリード）[1][2]
- 1980年（昭和55年）在メキシコ日本国大使館二等書記官[3]
- 1984年（昭和59年）大臣官房課長補佐
- 1985年（昭和60年）経済協力局無償資金協力課長補佐[3]
- 1986年（昭和61年）中南米局中南米第一課首席事務官
- 1989年（平成元年）国際連合日本政府代表部一等書記官（在ニューヨーク）[3]
- 1991年（平成3年）9月　在メキシコ日本国大使館一等書記官・参事官[4]
- 1995年（平成7年）1月　中南米局中南米第一課長
- 1997年（平成9年）7月　アジア局地域政策課長
- 1999年（平成11年）2月　大臣官房報道課長[3]
- 2001年（平成13年）在アメリカ合衆国日本国大使館公使[3]
- 2008年（平成20年）7月　中南米局長
- 2010年（平成22年）10月　外務報道官
- 2011年（平成23年）9月　駐スペイン大使
- 2014年（平成26年）9月1日 外務省研修所長[5]
- 2016年（平成28年）4月 外務省参与
- 2016年（平成28年）9月9日 駐ブラジル特命全権大使[6]
- 2017年（平成29年）7月 駐ブラジル特命全権大使を離任[7]。
- 2018年（平成30年）2月1日 三菱重工業グループ戦略推進室顧問[8]

## 叙勲
- 南十字星勲章大十字型章(ブラジル)　2017年[9]

## 入省同期
- 秋元義孝（12年駐オーストラリア大使・10年儀典長）
- 佐野利男（13年軍縮会議代表部大使・10年駐デンマーク大使・08年軍縮不拡散・科学部長）
- 鈴木敏郎（13年駐エジプト大使・12年中東・北アフリカ諸国情勢担当大使・10年駐シリア大使・08年中東アフリカ局長）
- 梅本和義（13年国連次席大使・11年駐スイス大使・08年北米局長）
- 長崎輝章（13年駐バチカン大使・10年駐グアテマラ大使）
- 太田清和（10年シアトル総領事）
- 小寺次郎（12年駐サウジアラビア大使・10年欧州局長・08年国際情報統括官）
- 八木毅（12年駐印大使兼ブータン大使・10年経済局長）
- 長嶺安政（13年外務審議官（経済）・12年駐オランダ大使・10年国際法局長）
- 深田博史（13年駐ベトナム大使・10年駐セネガル大使・08年領事局長）
- 川田司（11年駐アルジェリア大使・10年領事局長）
- 角茂樹（11年駐バーレーン大使・08年国連大使）
- 井上進（11年駐コートジボワール大使）
- 小池政行（日本赤十字看護大学教授）
- 佐渡島志郎（11年駐バングラデシュ大使・10年国際協力局長）
- 花田吉隆（11年駐東ティモール大使）
- 杉山晋輔（13年外務審議官（政務）・11年アジア大洋州局長・08年地球規模課題審議官）
- 高原寿一（12年駐チュニジア大使）
- 手塚義雅（12年駐トリニダード・トバゴ大使）